# 복두산성
복두산성(幞頭山城)은 세종특별자치시 부강면 문곡리와 남이면 일원에 있는 산성이다. 2014년 9월 30일 세종특별자치시의 향토문화유산 제57호로 지정되었다.

## 개요
복두산성(幞頭山城)은 세종특별자치시 부강면 문곡리 복두산(해발 281m)의 정상부에 돌을 쌓아 만든 성으로 충청북도 청주시 서원구 남이면 산막리와 걸쳐 있다.
복두산성이 자리하고 있는 복두산 정상에서 서쪽으로 약 1.1km 떨어진 곳에 성재산성(세종특별자치시 향토문화유산 제56호)이 있으며, 남동쪽으로 약 2.4km 지점에는 노고봉산성과 애기바위산성(老姑峰山城과 애기바위山城, 세종특별자치시 향토문화유산 제59호)이 있는 노고봉(해발 305m)이 보인다.
복두산성은 북서-남동 방향의 능선을 따라 평평한 정상부를 감싸고 있는 내성(內城)과 그 외부를 두르고 있는 외성(外城)으로 이루어져 있다. 성벽은 가공된 돌을 이용하여 수평눈금을 맞춰가며 쌓은 후 돌과 돌의 틈새에는 쐐기돌을 박았으며, 외성의 일부는 흙으로 쌓았다. 복두산성의 둘레는 내성 130m, 외성 635m로 모두 765m라 보고된 바 있으나 북쪽 능선의 외성까지 더하면 1km가 넘는다. 산성의 문(門)은 동쪽과 북쪽, 남쪽에 1곳씩 있는 것으로 보인다.
복두산성의 내부와 인근에서는 4∼5세기경 삼국시대의 토기조각들과 통일신라시대 때 사용되던 것으로 보이는 토기의 부분들이 수습(收拾)되고 있어 성을 쌓고 사용하던 시기를 짐작하게 한다.